# 앤더슨 팩
앤더슨 팩(Anderson Paak, 1986년 2월 8일 ~ )은 미국의 싱어송라이터, 래퍼, 음악 프로듀서이다.
2021년, 브루노 마스와 음악 듀오 실크 소닉을 결성했으며, 데뷔 싱글 "Leave the Door Open"을 통해 빌보드 핫 100 1위에 올랐다. 제64회 그래미상(2022년) 시상식에서 "Leave the Door Open"을 통해 실크 소닉의 멤버로서 올해의 레코드상과 올해의 노래상을 수상했다.

## 음반 목록
- Venice (2014)
- Malibu (2016)
- Oxnard (2018)
- Ventura (2019)

## 출연 작품
- 트롤: 월드 투어 (2020) - 프린스 D 역 (목소리)